# Bălcești (okręg Gorj)
Bălcești – wieś w Rumunii, w okręgu Gorj, w gminie Bengești-Ciocadia. W 2011 roku liczyła 830 mieszkańców.